# Ljubiša Broćić
Ljubiša Broćić (* 3. Oktober 1911 in Belgrad; † 16. August 1995 ebenda) war ein jugoslawischer Fußballtrainer.

## Karriere
Ljubiša Broćić, der in seiner Karriere als Spieler beim SK Jugoslavija aktiv war, trainierte unter anderem viele europäische Spitzenklubs. Seine Trainerkarriere begann er 1946 als Coach Albaniens, wo er auch gleich im selben Jahr den Balkan-Cup gewinnen konnte. Anschließend war Broćić bei den jugoslawischen Klubs Metalac Belgrad, Roter Stern Belgrad und Vojvodina Novi Sad tätig. Nachdem er von 1954 bis 1956 im Nahen Osten und von 1956 bis 1957 bei der PSV Eindhoven als Trainer aktiv gewesen war, wurde Broćić zur Saison 1957/58 Coach von Juventus Turin. Da er kein Italienisch sprach, wurde ihm Teobaldo Depetrini zur Seite gestellt. Bei Juve ließ Broćić mit einer defensiven 5-3-2-Formation spielen, die jederzeit bereit war, die Starstürmer Omar Sívori und John Charles blitzschnell in Szene zu setzen. Die Mannschaft der Alte Dame praktizierte diesen Stil sehr erfolgreich und gewann die in dieser Saison ihren zehnten Scudetto.
In der Saison 1958/59 wurde Broćić dann bereits im November entlassen, unter anderem da Juventus im Europapokal der Landesmeister 1958/59 bereits in der Vorrunde recht deutlich – das Rückspiel wurde mit 0:7 verloren – am Wiener Sport-Club scheiterte. Am 16. November 1958 wurde er zu Gunsten Depetrinis seines Amtes enthoben und vorerst im Scouting der Juve weiter eingesetzt. Für die Saison 1960/61 wurde Broćić als Trainer des FC Barcelona ernannt. Begann die Saison mit vier Siegen aus den ersten vier Spielen noch vielversprechend, fiel Barcelona später in eine Krise und Broćić wurde im Januar 1961 entlassen. In seinen späteren Jahren coachte Ljubiša Broćić noch weitere Klubs vorwiegend aus dem arabischen und dem ozeanischen Raum.

## Erfolge
- Balkan-Cup: 1946
- Jugoslawische Meisterschaft: 1951, 1952/53
- Italienische Meisterschaft: 1957/58